# 아르메니아
아르메니아 공화국(아르메니아어: Հայաստանի Հանրապետություն 하야스타니 한라페투튠), 약칭 아르메니아(아르메니아어: Հայաստան 하야스탄, 문화어: 아르메니야)는 서아시아의 아르메니아고원에 있는 내륙국이며, 수도는 예레반이고, 공용어는 아르메니아어이다. 조지아, 아제르바이잔, 튀르키예, 이란, 아르차흐 공화국과 국경을 접한다. 1921년 예레반을 수도로 하는 아르메니아 소비에트 사회주의 공화국을 수립하고, 이듬해 소련에 가입했다. 1990년 8월 주권을 선언하고 1991년 12월 독립국가연합에 가입하였다. 남캅카스의 산국으로, 강수량이 적고 기후는 건조하다. 산업의 기초는 세반호(해발 1,900m) 물로 발전한 수력전기로서, 화학·야금공업(인조고무, 질소, 과린산 비료, 플라스틱, 도료, 동, 알루미늄)이 발달했다.

## 역사
원래 아르메니아는 기원전 13세기 무렵, 활동했던 우라르투(아르메니아어: Ուրարտու)의 후손이다. 우라르투 왕국은 한 때 중동을 통일했던 아시리아와 맞설 정도로 강대국이었으나, 기원전 9세기에 메디아 왕국에 멸망당했다. 메디아 치하에서 저항하던 우라르투인들은 기원전 6세기에 다시 아케메네스 왕조 페르시아 제국에 지배당한다. 그로부터 우라르투 대신 아르메니아라고 불렀고 이후 대아르메니아 왕국을 형성하였다. 중세에는 지금의 터키 남동부를 중심으로 킬리키아의 아르메니아 왕국을 세우기도 하였다.
이후 이슬람 세력의 영향권에 들었다가, 근대 들어 러시아 제국령과 오스만 제국령으로 분할되었고, 오스만 제국의 말기 (1915년 ~ 1923년)에 오스만 제국령 동부 아나톨리아 지역의 아르메니아인 150만 명이 살해되었다. 이후 이곳에 살던 많은 사람들이 해외로 빠져나가 아르메니아인 디아스포라가 본격화했다.
1918년 러시아령 아르메니아는 아르메니아 민주 공화국으로 독립하였으나, 2년 만에 소련 붉은 군대가 점령하였고, 일부 세력만이 남부 산지를 중심으로 아르메니아 산악 공화국을 만들어 저항했으나 이것도 1년 만에 제압된다. 이후 조지아, 아제르바이잔과 함께 자캅카스 소비에트 연방 사회주의 공화국을 구성했다가, 1936년 아르메니아 소비에트 사회주의 공화국이 되었다.
1988년부터 아제르바이잔과 나고르노카라바흐를 둘러싸고 긴장이 고조되었고, 이는 나고르노카라바흐 전쟁이 끝나는 1994년까지 무력 충돌이 이어졌다. 1991년 소련 붕괴 후 독립하였다. 2014년 10월 유라시아 경제 연합(EEU)에 가입하였다.

## 지리
동쪽으로는 아제르바이잔, 서쪽으로는 터키, 아제르바이잔의 월경지인 나히체반 자치 공화국, 북쪽으로는 조지아, 남쪽은 이란과 맞닿아 있다. 내륙의 바다라는 세반호를 끼고 있으나, 내륙국이다. 또한 산악지형이 우세하다.

## 행정 구역
수도는 예레반이다. 10개의 '주(아르메니아어: մարզեր 마르제르)'가 존재한다.

## 기후
사실상, 대륙성기후에 속한다. 아르메니아는 산이 많은 나라이기 때문에 겨울에 눈이 많이 온다. 1월 평균기온은 -10~0도, 7월 평균기온은 20~30도다. 예레반의 경우 여름 평균기온은 25도를 상회하며, 겨울 평균기온은 -6도다.
연간 강우량은 수도 예레반이 330mm 정도이며, 산악지대는 700~900mm로 강우량이 더 많다.

## 정치

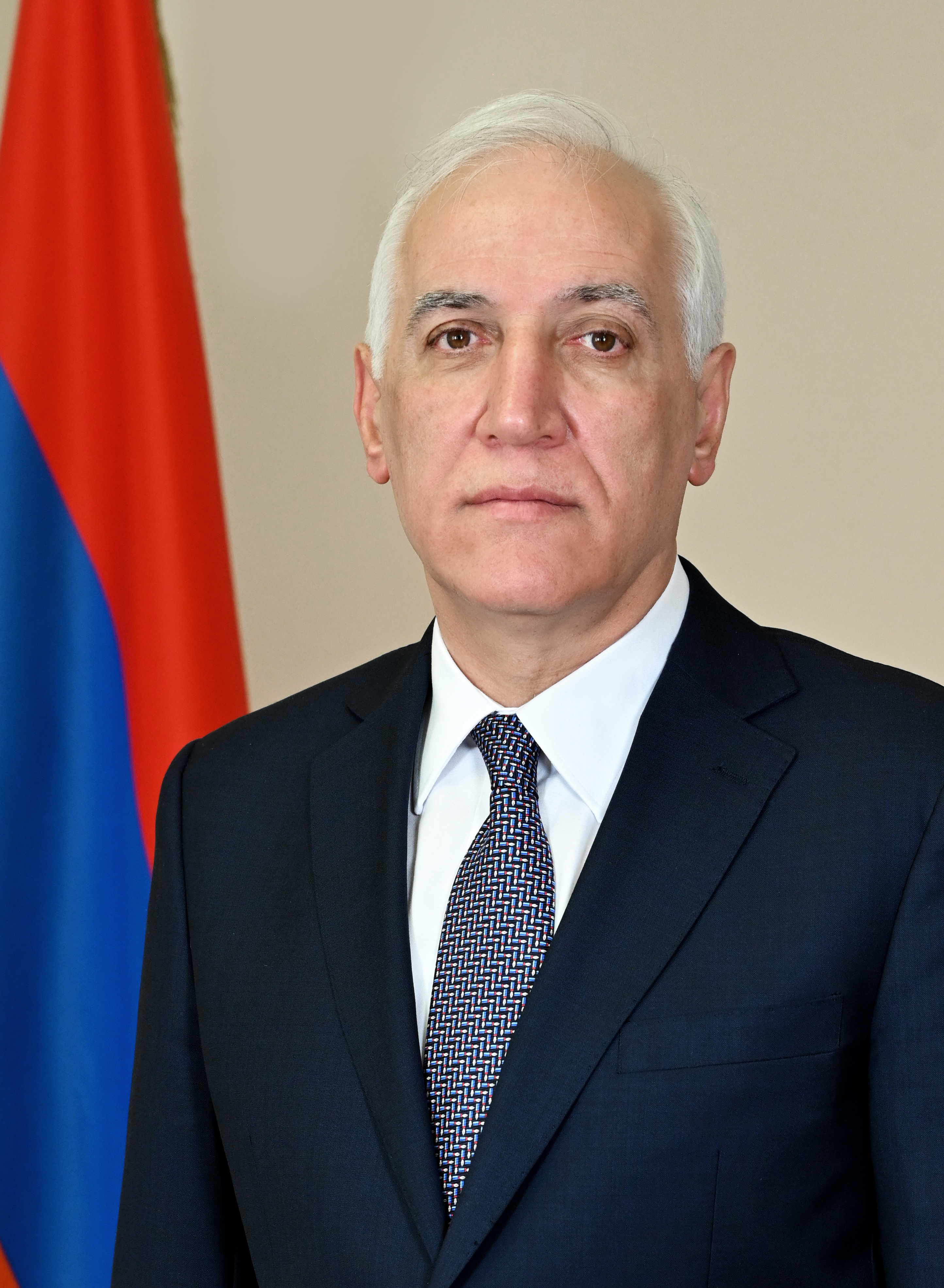
現 아르메니아 대통령 바하근 하차투랸

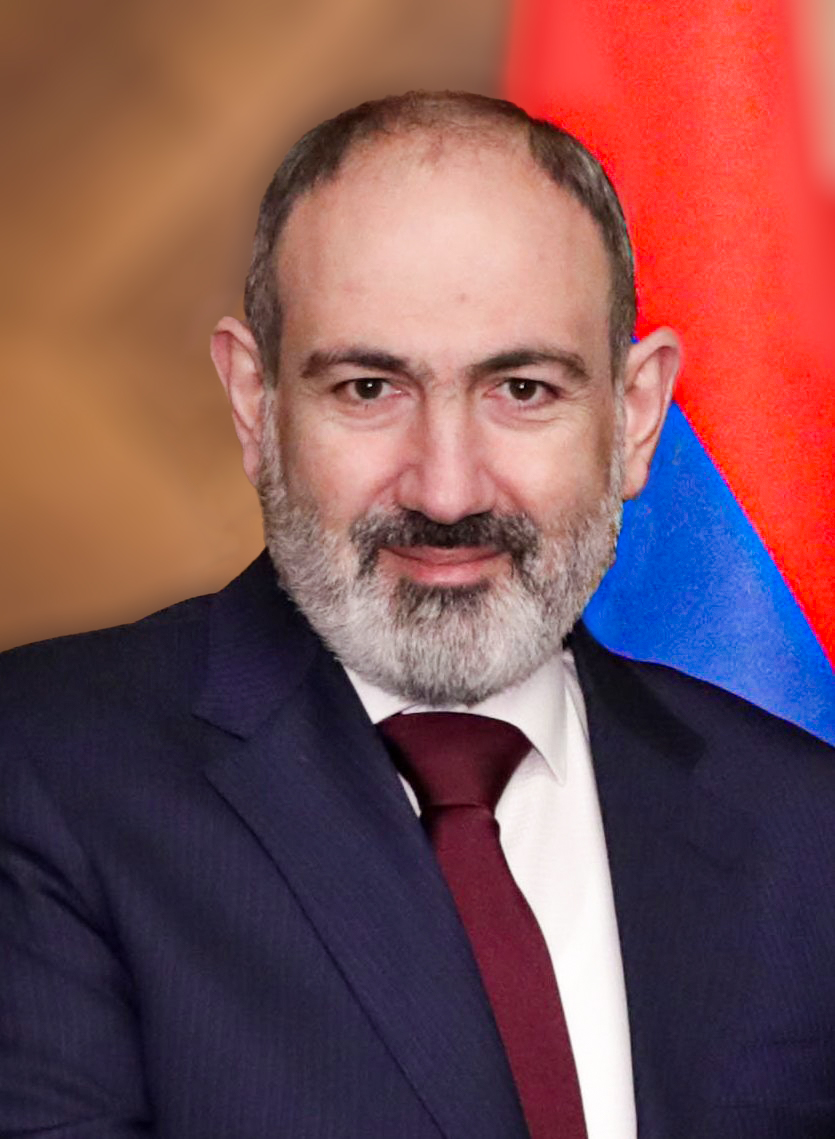
現 아르메니아 총리 니콜 파시냔

의원내각제를 실시한다. 의회는 단원제이며 107석 규모이다.
아르메니아는 2013년 2월 18일 대통령 선거에서 유산당(遺産黨: Heritage)이 2위에 머물자 유산당 당원들과 야당지지자들이 대선결과에 불복하면서 대규모 시위를 벌였다. 2015년 12월 6일 의원내각제로의 개헌안이 통과되었다.

## 인구 및 주민

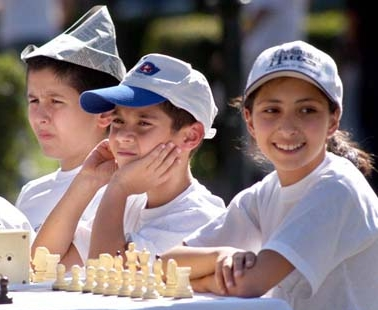
2005년 UN 컵 체스 토너먼트에서의 아르메니아 어린이들

아르메니아인이 인구의 97.9%를 차지하고, 야지디인이 1.3%, 러시아인이 0.5%이다. 그 외 아시리아인, 우크라이나인, 그리스인, 쿠르드인, 조지아인, 벨라루스인 등이 소수 거주한다.
소비에트 연방시대에는 아제리인이 제2의 민족이었으나 (1989년 2.5%) 나고르노카라바흐 전쟁에 따른 긴장으로 이들은 모두 아제르바이잔으로 이주하였다. 그 반대로 아르메니아는 아제르바이잔에서 넘어온 아르메니아인 피난민들을 받아들였고, 이는 아르메니아의 단일적 특성을 가져왔다.

## 언어
아르메니아 문자를 쓰는 아르메니아어가 유일한 공용어이다.
러시아 제국과 소비에트 연방의 통치를 200여년간 받은 영향으로 러시아어가 널리 쓰이며 사실상 제2언어로 간주된다. 2013년 조사에 따르면, 아르메니아인의 95%가 러시아어 지식이 있다고 말했다. (24%는 상급, 59%는 중급지식) 영어 지식이 있다고 말한 사람은 40%였다. (4%는 상급, 16%는 중급, 20%는 기초지식) 그러나 성인의 50%는 영어를 공립중등학교에서 가르쳐야 한다고 생각하며, 러시아어를 가르쳐야 한다고 생각하는 사람은 44%였다.). 옆나라 아제르바이잔과 마찬가지로 실제로는 아르메니아에서 러시아어도 흔하게 사용되며 홈페이지에서는 주로 영어, 아르메니아어와 함께 나온다. 한편 아르메니아는 프랑코포니의 참관국이다.

## 종교
| 종교 구성 (아르메니아) | 종교 구성 (아르메니아) | 종교 구성 (아르메니아) | 종교 구성 (아르메니아) | 종교 구성 (아르메니아) |
| ---------------------- | ---------------------- | ---------------------- | ---------------------- | ---------------------- |
|                        |                        |                        |                        |                        |
| 아르메니아 정교회      | 아르메니아 정교회      |                        | 92.5%                  | 92.5%                  |
| 그 외 기독교           | 그 외 기독교           |                        | 2.3%                   | 2.3%                   |
| 야지디교               | 야지디교               |                        | 0.8%                   | 0.8%                   |
| 기타                   | 기타                   |                        | 0.4%                   | 0.4%                   |
| 무종교                 | 무종교                 |                        | 4.0%                   | 4.0%                   |

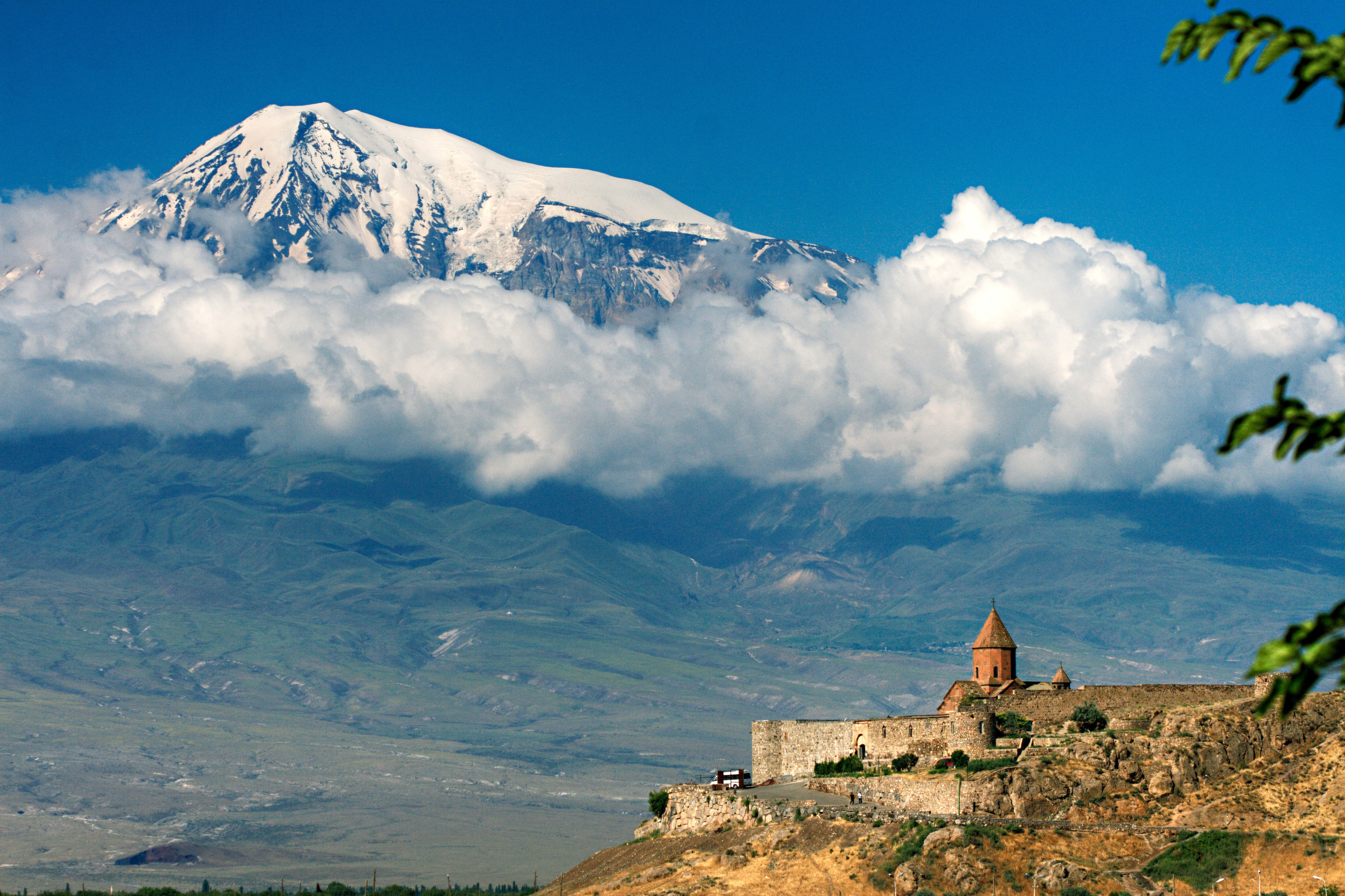
아르메니아인의 성산(聖山)인 아라라트산은, 성서에 따르면 대홍수가 끝났을 때 노아의 방주(方舟)가 표착(漂着)한 곳이라고 한다. 이 산을 바라보는 코르 비랍 수도원은 7세기에 세워졌다.

인구의 92.5%가 기독교의 일파인 아르메니아 사도 교회(司徒敎會: Armenian Apostolic Church)를 믿는다. 시리아 정교회, 콥트 정교회에 비해 의례적이고 보수적인 면이 강하다. 아르메니아는 이슬람교 국가의 침입을 받았으면서도 그 영향력이 오히려 역으로 되었기에 정교회 문화를 지킬 수 있었던 것이다.
그 외 종교는 기타 기독교 종파(아르메니아 복음교회, 아르메니아 가톨릭교회 등) 2%, 야지디교 0.8%이다.

## 문화
문헌화된 아르메니아 문학의 역사는 AD 5세기부터 시작된다. 사야트 노바(1712∼1795)의 연가(戀歌)가 아직도 애송되고 있다. 오늘날에는 작곡가 아람 하차투리안의 작품이 세계적으로 명성을 얻고 있고 아르메니아 태생의 화가 아르실레 고르키의 그림 또한 세계적으로 유명하다. 문화 기관으로는 국립 오페라·발레 학술극장과 몇 개의 연극 공연장, 어린이와 교향악단 전용극장, 예레반영화사 등이 있다. 양탄자 제조와 전통 민속공예도 활발하다.

## 스포츠
현재 인테르 밀란 소속의 헨리크 미키타리안이 이 나라 출신이다.

## 국민투표를 통한 개헌 추진과 선거 부정
2015년 12월 6일 아르메니아에서는 내각총리 권한을 확대하는 대신 대통령 직무를 의례적인 역할에 한정하는 것을 골자로 하는 국민 투표가 개최되었다. 이 개헌 투표에서 63.5%가 찬성하여 아르메니아는 대통령이 아닌 총리가 이끄는 정부 체제가 된다. 의회가 선출하는 대통령은 현행 5년에서 7년 단임 전환, 국내외 행사에서만 주재한다. 결국 세르지 사르키샨 (Serz Sargsyan) 대통령에게 날개를 달아주는 개헌 추진으로 그는 2018년에 내각총리가 될 수 있었다. 하지만 과거 진행되었던 선거와 마찬가지로 이번 국민 투표에서도 투표 매수나 부정확한 투표자 명부, 감시자와 언론에 대한 물리적 폭력을 포함한 부정행위가 만연했다. 야당의원들과 시민활동가를 중심으로 이런 문제점을 지적하는 시위가 확산되고 있다. 결국 사르키샨은 얼마 안가 총리직에서 자진 사퇴하였다. 이후 야권 운동가 출신 니콜 파시냔이 후임 총리로 취임했다.

## 같이 보기
- 아르메니아인
- 아르메니아의 역사